# Beto Leste (Stadtteil)
Beto Leste (deutsch Ost-Beto, ehemals indonesisch Beto Timur) ist ein Stadtteil der osttimoresischen Landeshauptstadt Dili im Suco Madohi (Verwaltungsamt Dom Aleixo, Gemeinde Dili).
Zusammen mit Mate Lahotu, auf der anderen Seite des Rio Comoro, bildete Beto Leste die 2017 aufgelöste Aldeia Mate Lahotu Beto Timur.

## Geographie
Beto Leste liegt im Osten von Madohi. Grob kann man zum Stadtteil das Gebiet zwischen der Rua de Beto Oeste im Westen und dem Rio Comoro im Osten rechnen. Darunter fallen die Aldeias Beto Leste, Loro Matan Beto Leste und Naroman Beto Leste. Im Süden liegt jenseits der Avenida Nicolau Lobato der Stadtteil Merdeka. Der Rio Comoro im Osten bildet die Grenze zum Stadtteil Praia dos Coqueiros. Die Avenida Nicolau Lobato überquert den Fluss, der nur in der Regenzeit Wasser führt, über die CPLP-Brücke. Westlich der Rua de Beto Oeste liegt der Stadtteil Beto Oeste und nördlich Beto Tasi.

## Einrichtungen
In Beto Leste befindet sich das Ausbildungszentrum der Polizei. Die Künstlervereinigung Arte Moris mit ihrer Kunstschule ist im ehemaligen Nationalmuseum beheimatet.